# Agriacris auripennis
Agriacris auripennis är en insektsart som först beskrevs av Walker, F. 1870.  Agriacris auripennis ingår i släktet Agriacris och familjen Romaleidae. Inga underarter finns listade i Catalogue of Life.